# Thienemannimyia tripunctata
Thienemannimyia tripunctata är en tvåvingeart som först beskrevs av Maurice Emile Marie Goetghebuer 1922.  Thienemannimyia tripunctata ingår i släktet Thienemannimyia och familjen fjädermyggor. Inga underarter finns listade i Catalogue of Life.